# L'olimpiade nascosta
L'olimpiade nascosta è una miniserie televisiva italiana andata in onda, in prima visione, il 27 e 28 maggio 2012 su Rai 1.

## Trama
La miniserie nasce da un'idea di Francesco Miccichè ed ha come riferimento storico gli anni 1940 e 1944. Anni in cui in alcuni campi di detenzione vennero svolti in modo clandestino i Giochi Olimpici (e per la precisione le edizioni XII e XIII, ufficialmente non svoltesi per via della Seconda guerra mondiale). A partecipare a queste olimpiadi furono detenuti delle diverse nazioni, persone a rischio della propria vita a causa delle atrocità dei nazisti.
In questa miniserie i prigionieri di un campo di concentramento in Polonia (russi, francesi, inglesi, belgi, ma anche cecoslovacchi e i due italiani Mario e Vittorio) organizzano contro i tedeschi (che dalla loro parte vogliono vincere la competizione per umiliare gli avversari) cinque gare sportive per tenere le guardie impegnate, mentre in realtà i partigiani polacchi fanno evadere dal campo vicino (il Campo 27) tutti gli ebrei deportati: la prima è il salto in alto, la seconda il getto del peso, la terza lo scatto di 200 metri, la quarta la resistenza di 1.500 metri e la quinta un incontro di Boxe a quattro round, nel quale la Germania sarà rappresentata dal Maggiore Weber (capo del campo). Le prime due gare vengono vinte dai tedeschi, la terza gara viene però vinta dagli Alleati grazie alla velocità del polacco Jan Nowak. Dopo aver ripreso fiducia, i prigionieri vincono anche la quarta gara, pareggiando 2-2. Il pugile russo che avrebbe dovuto affrontare Weber viene pestato da due guardie, il che priva i prigionieri del pugile migliore. Mario, per vendetta contro Weber che aveva fatto fucilare l'amico Alex, va al posto del pugile russo. Per guadagnare tempo e aspettare l'arrivo dei camion per l'evasione degli ebrei, Mario si fa colpire duramente per i primi tre round, finendo sempre K.O. ma riuscendo sempre a rialzarsi. Dopo la notizia della fuga degli ebrei dal campo, Mario decide di lottare anche per il quarto round riuscendo ad abbattere a terra Weber e a sconfiggerlo, facendo esplodere di gioia i prigionieri e scatenando l'ira dei tedeschi.

## Produzione
La fiction è prodotta da Casanova Multimedia per Rai Fiction.

## Ascolti
| Puntata | Messa in onda  | Telespettatori | Share  |
| ------- | -------------- | -------------- | ------ |
| 1       | 27 maggio 2012 | 4.072.000      | 17.63% |
| 2       | 28 maggio 2012 | 5.097.000      | 20.32% |